# Šljuke sjemenjarke (rod)
Thinocorus je rod ptica iz porodice Thinocoridae. Žive u Južnoj Americi i jako su društvene ptice. Prilagodile su se vegetarijanskoj ishrani. 
Izgledaju kao jarebice po građi tijela i obliku kljuna. Imaju kratke noge i duga krila. Ženka nese dva do tri jajeta u plitku udubinu na tlu.

## Razdioba
Rod obuhvaća 2 vrste: Thinocorus orbignyianus i Thinocorus rumicivorus.